# 라우라 말미바라
라우라 말미바라(Laura Malmivaara, 1973년 10월 26일 ~ )는 핀란드의 배우, 가수이다.

## 출연 작품
- 코로나바이러스 엔드 아이 (2020)
- 래퍼 리키 앤 더 나이트호크 (2016)
- 레이트 프레그먼트 (2008)
- 스톰하트 (2008)
- 러버스 앤 리버스 (2002)
- 레스트리스 (2000)